# Марія Великобританська (1723—1772)
Марія Великобританська (англ. Mary of Great Britain, 5 березня 1723 — 14 січня 1772) — британська принцеса з Ганноверської династії, донька короля Великої Британії Георга II та маркграфині Бранденбург-Ансбахської Кароліни, дружина ландграфа Гессен-Касселю Фрідріха II, матір курфюрста Гессену Вільгельма I.
Залишила чоловіка у лютому 1755 року, дізнавшись, що він навернуся у католицтво. Офіційного розлучення оформлено не було, проте подружжя ніколи більше не бачилося. Надалі переважно мешкала в Ганау.
Регентка Ганау у 1754—1764 роках при своєму синові Вільгельмі.

## Біографія

### Ранні роки
Народилась 5 березня 1723 року у Лестер-Хаусі в Лондоні. Була сьомою дитиною та четвертою донькою в родині принца Уельського Георга та його дружини Кароліни Бранденбург-Ансбаської. Мала старших братів Фредеріка та Вільяма Августа й сестер Анну, Амелію та Кароліну. Ще один брат помер немовлям до її народження. Згодом сімейство поповнилося молодшою донькою Луїзою, з якою у Марії склалися найближчі відносини. Королем Великої Британії, а також курфюрстом Ганноверу, в цей час був їхній дід Георг I — перший представник Ганноверської династії на британському престолі. Сім'я мешкала на Альбіоні з 1714 року та докладала зусиль до своєї «англізації».
У червні 1727 року батько став королем. Матір, розумна та вродлива жінка, свого часу була названа «найприємнішою принцесою Німеччини». Їхній шлюб був вдалим і сповненим кохання.
Марія отримала ретельне виховання під наглядом матері. З раннього віку полюбляла читати. Відзначали її освіченість. У 1737 році королева померла, наказавши доньці Кароліні «робити все можливе, щоб підтримати лагідний і м’який характер Марії».

### Шлюбне життя

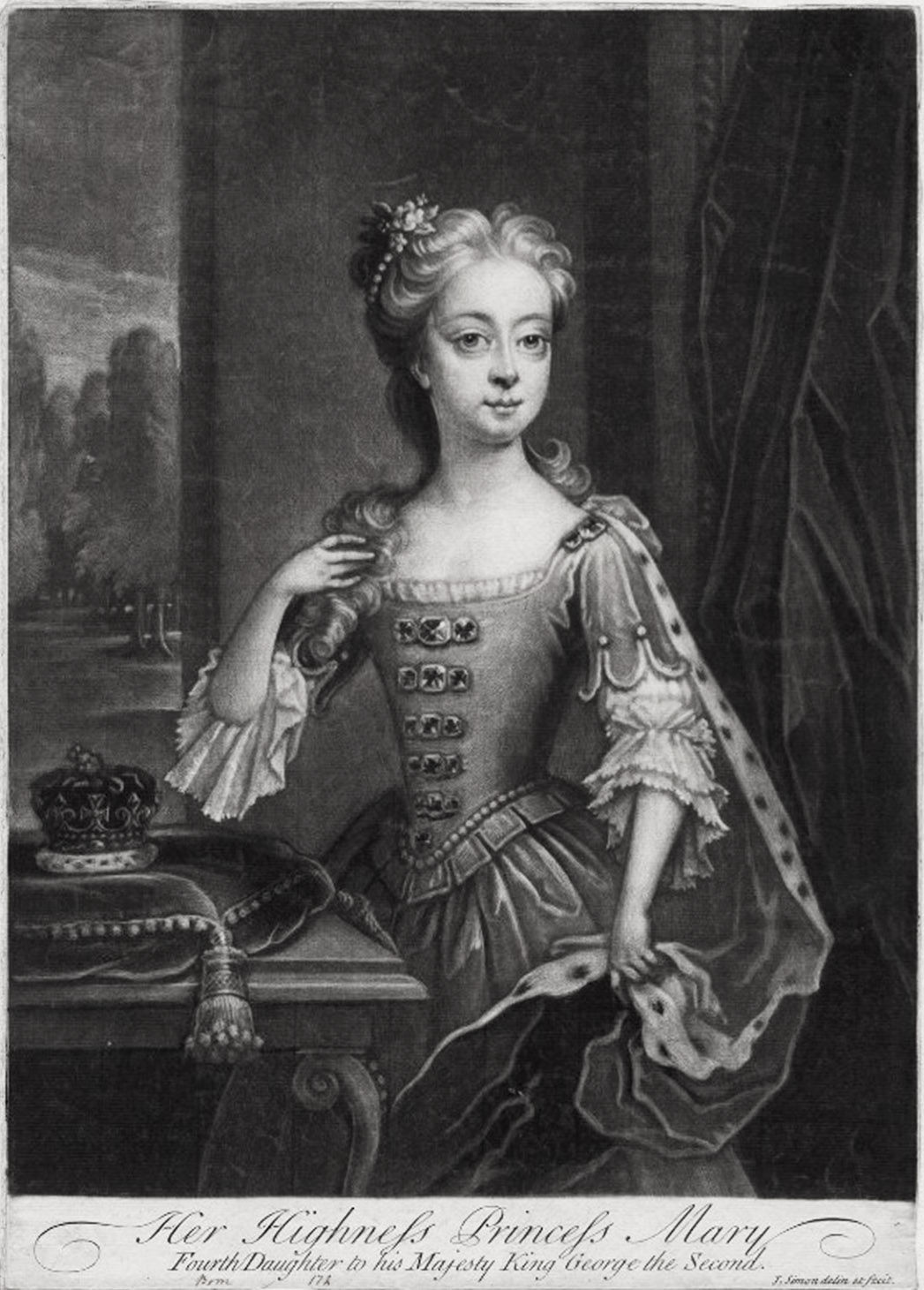
Принцеса на гравюрі Джона Саймона

У 1740 році було прийняте рішення про шлюб принцеси зі спадкомним принцом Гессен-Касселю, аби поглибити дружні зв'язки з цією країною. Парламент виділив дівчині 40 000 фунтів стерлінгів як посаг. Шлюб за довіреністю пройшов 8 травня 1740 року в королівській каплиці Сент-Джеймського палацу. Нареченого представляв брат Марії, Вільям Август. З Лондону принцеса вирушила до Нідерландів, а звідти — до Німеччини. 28 червня у Касселі відбулося вінчання 17-річної Марії та 19-річного Фрідріха Гессен-Кассельського.
Дипломат Якоб Фрідріх фон Білфельд, який побачив принцесу у жовтні того року на костюмованому балу в Герренхаузені, змальовував її як високу та надзвичайно привабливу. Фрідріх теж був освіченим і красивим юнаком, мав величну статуру, вродливі правильні риси обличчя і привітний вигляд. Деякі джерела свідчать, що він мав доброзичливий, м'який та терпимий норов. Натомість британський політик Горас Волпол, 4-й граф Орфорд, характеризував саму Марію як «найлагіднішу та ніжнішу з представників своєї раси, а її чоловіка — як неотесаного та грубого, що поводився з нею «з великою нелюдяністю»».
Молоде подружжя так і залишилося чужим одне одному, тим більше що в перші роки шлюбу вони були разом лише кілька місяців, оскільки Фрідріх брав участь у війні за австрійську спадщину. Відчуженість посилювалася численними справами принца та його тривалими поїздками до європейських дворів. Втім, у пари народилося четверо синів.

### Сепарація від чоловіка

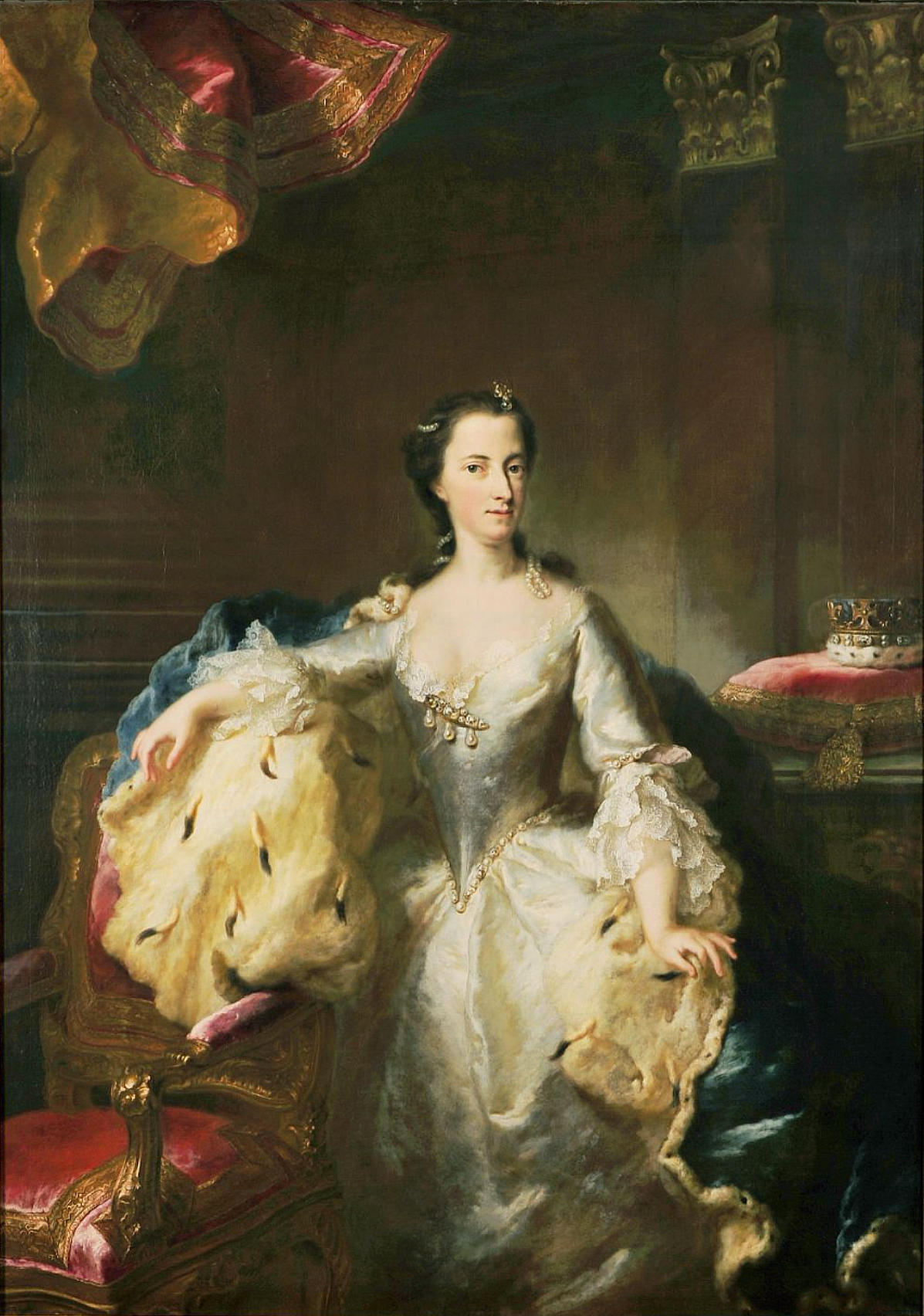
Портрет Марії пензля Георга Десмаре, 1752

Наприкінці 1746 року Марія відвідала батьківщину. Наступного року вони з чоловіком фактично розійшлися. У 1754 році з'ясувалося, що Фрідріх таємно навернувся у католицтво, після чого принцеса забрала синів і пішла від нього. Офіційно розлучення оформлене не було, у лютому 1755 відбувся лише, так званий, «поділ столу та ліжка». Жінку підтримав свекор Вільгельм VIII, який до самої смерті не пробачив синові зміну релігії, і постарався якомога більше лімітувати його владу після своєї смерті. Оскільки від 1736 року землі Ганау-Мюнценбергу належали Гессен-Касселю, хоча й залишалися адміністративно незалежними, він проголосив там своїм спадкоємцем старшого онука в обхід Фрідріха. Дохід від графства надалі мав забезбечувати Марію та їхніх дітей. Обмеження влади Фрідріха регулювалися положеннями спеціально виданого «Гарантійного акту». Сам він до 1756 року жив у Герсфельді майже як ув'язнений. Лише після початку Семирічної війни йому дозволили вступити на прусську військову службу.
Надалі Марія переважно мешкала в Ганау, оскільки не бажала повертатися до Великої Британії. Її сини у грудні 1754 року були відправлені на навчання до Геттінгену, а від вересня 1756 року, через загрози Семирічної війни, виховувалися при дворі данського короля Фредеріка V, в особі якого знайшли могутнього покровителя та люблячого дядька. Марії вдавалося здійснювати сильний вплив на виховання дітей навіть здалеку за допомогою постійного листування. Її середній син Карл писав: «Я всім завдячую своїй матері, яку майже завжди вважав божественною істотою! Своєю справжньою освітою та своєю схильністю до навчання я зобов'язаний її порадам».
На початку червня 1757 року Марія та Вільгельм VIII були змушені втікати до Гамбургу через наступ французьких військ. Оскільки там вони стикнулися з фінансовими труднощами, військовий міністр Великої Британії Вільям Пітт надав їм фінансовий грант у розмірі 20 000 фунтів стерлінгів. Наступного року Марії була призначена довічна рента у розмірі 5000 фунтів стерлінгів на рік.

### Правління та решта життя

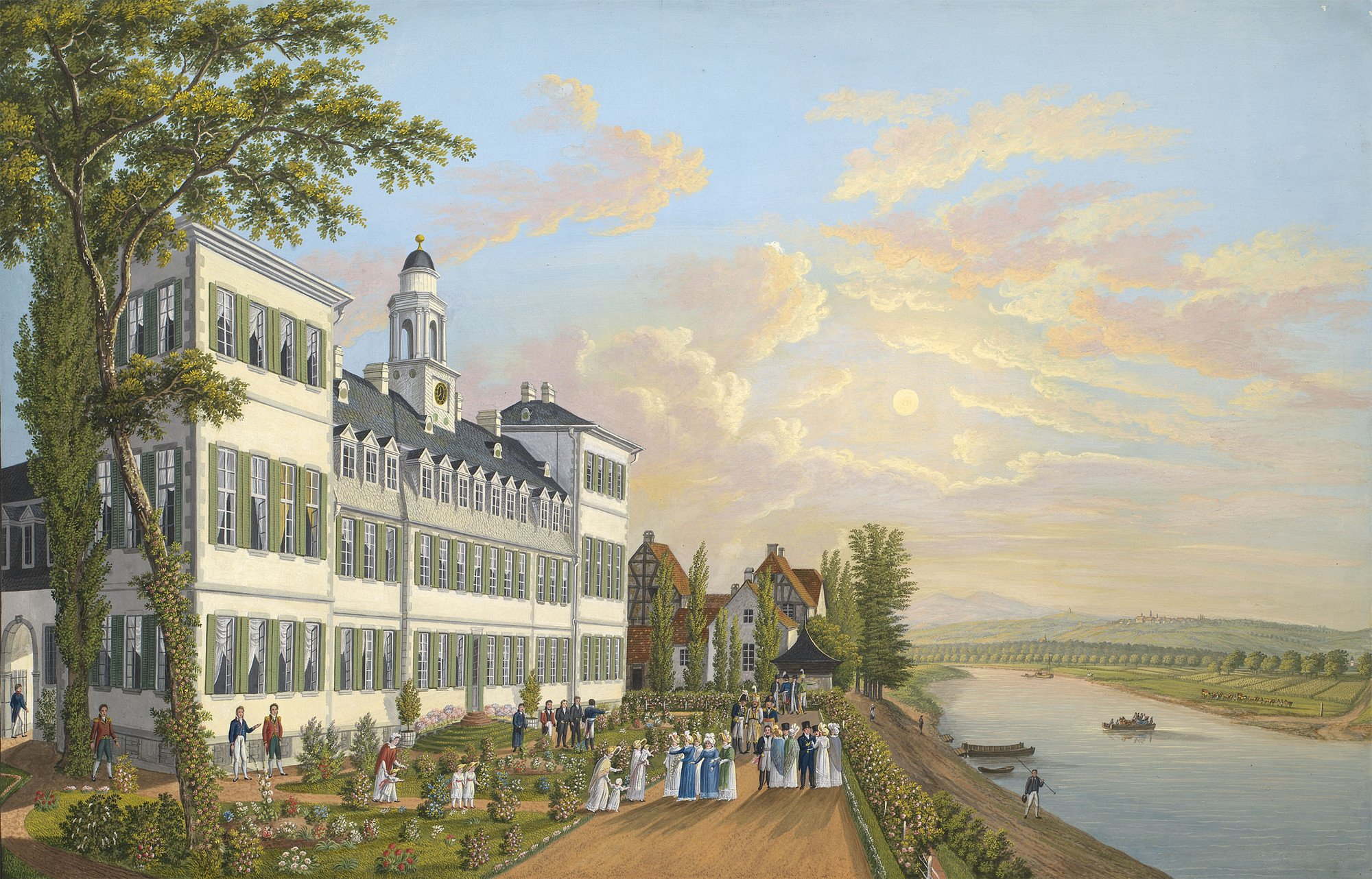
Румпенгаймський замок

Вільгельм VIII помер взимку 1760 року. Фрідріх наслідував йому у Гессен-Касселі, Марія також йменувалася ландграфинею. Фактично ж вона стала регенткою Ганау при своєму синові Вільгельмі, згідно останньої волі свекора. Через війну жила спочатку переважно у Гамбурзі, Бремені, Рінтельні та Целле. Хоча Вільгельм VIII виступав за нейтралітет Ганау-Мюнценбергу, графство було окуповане французькими військами. Змогла повернутися до Ганау лише на межі 1762/63 років. Ландграф Фрідріх, який кілька разів за життя батька намагався відкликати свою згоду у «Гарантійному акті» щодо порядку правління, спочатку відмовився визнати права Марії. Він запропонував їй щорічний апанаж та місце проживання в Гессені в обмін на зречення. Після відмови дружини, він звернувся до рейхстагу, а потім — до імперської надворної ради. Втім, вердикт так і не було винесено. Проти його домагань виступали також Велика Британія та протестантські стани.
Марія мала право карбувати власну монету і випускала талери із зображенням свого погруддя. Згідно домашнього права та заповіту Вільгельма, його спадкоємець вважався повнолітнім із дня свого 18-річчя 3 червня 1761 року. Однак спочатку Марія не відмовилася від свого регентства, до того ж землі все ще були окуповані. Офіційна передача урядових справ відбулася у жовтні 1764 року після гранд-туру Вільгельма до Нідерландів по завершенню навчання та його весілля з данською принцесою, відзначеного 1 вересня 1764 року. Надалі ландграфиня продовжувала мешкати в Ганау. Підтримувала листування із британською королівською родиною. У 1769 році її відвідав племінник Вільям Генрі Глостерський.
У 1768 році її син Карл придбав у родини фон Едельсгаймів Румпенгаймський замок на березі Майну. Невідомо, чи мешкала Марія у даному замку весь час, але достеменно проводила там літні місяці, обладнавши інтер'єр за своїм смаком. В період після 1770 року замок трохи розширили.
Наприкінці життя мала слабке здоров'я. Померла в Ганау 14 січня 1772 року. Була похована у крипті місцевої Марієнкірхе. У надгробній проповіді зазначалося, що правителька завоювала серця своїх підданих милосердям, благодійністю та благородним характером, і керувала землями з великою славою, розважливістю, лагідністю та справедливістю.
Бібліотека ландграфині наразі зберігається у замку Фазанері у Айхенцеллі.

## Родина

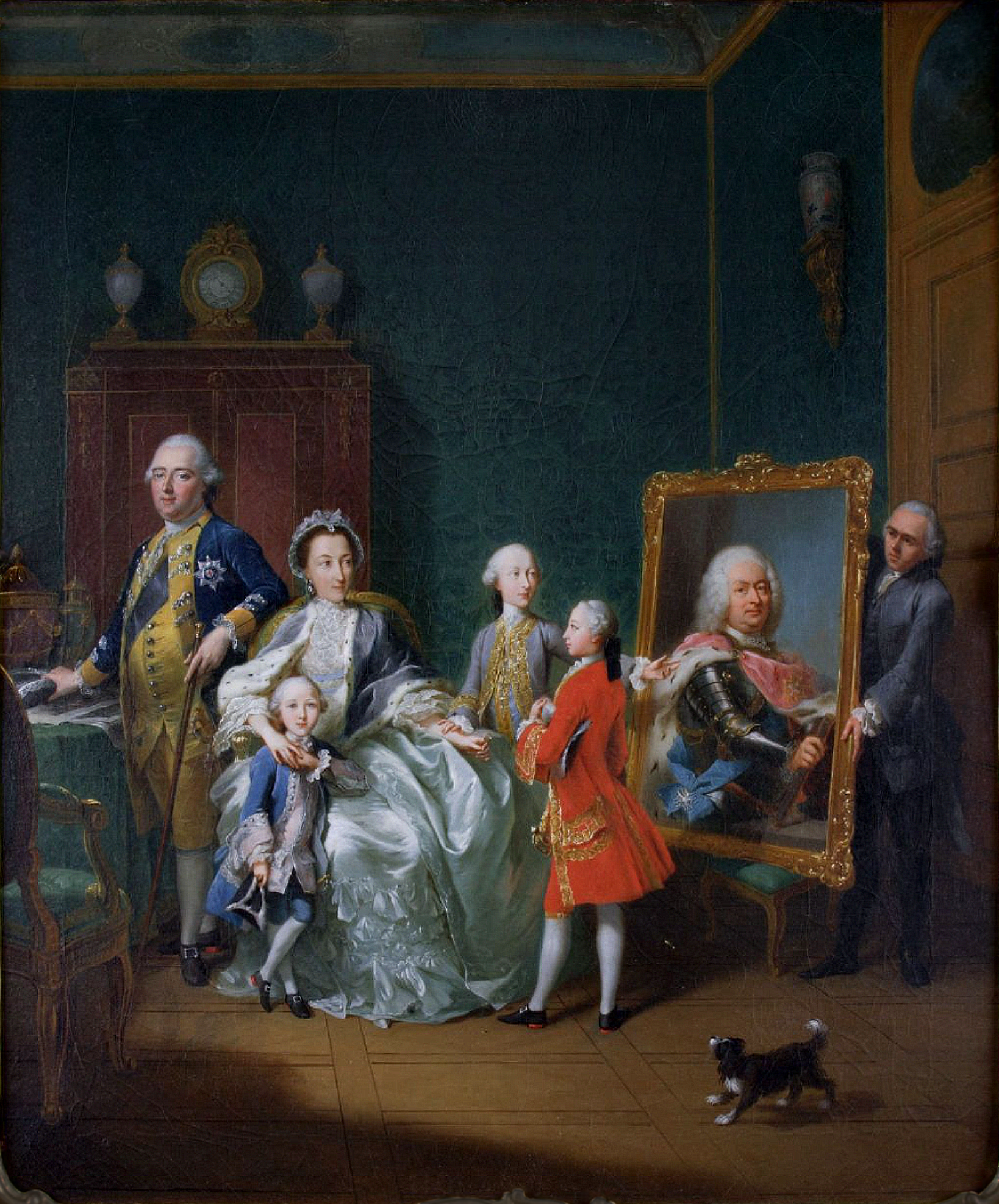
Сімейство на портреті Й. Г. Тішбейна, 1754

Чоловік — Фрідріх II
Діти:
- Вільгельм (1741—1742) — прожив півроку;
- Вільгельм (1743—1821) — курфюрст Гессену у 1803—1821 роках, був одруженим з данською принцесою Вільгельміною Кароліною, мав чотирьох законних дітей і кількох позашлюбних;
- Карл (1744—1836) — ландграф Гессен-Кассельський від 1805 року, був одружений з данською принцесою Луїзою, мав шестеро дітей;
- Фрідріх (1747—1837) — ландграф Гессен-Рупенгаймський, був одружений з принцесою Кароліною Нассау-Узінгенською, мав восьмеро дітей.